# Radio Ziemi Wieluńskiej
Radio Ziemi Wieluńskiej (Radio ZW) – rozgłośnia radiowa nadająca z Wielunia, obejmująca zasięgiem powiaty wieluński, wieruszowski oraz częściowo pajęczański, sieradzki, bełchatowski, oleski i kłobucki (czyli w przybliżeniu dawną ziemię wieluńską). 
Właścicielem jest Radio Media Sp. z o.o.. 

## Powstanie radia
Radio wywodzi się z radiowęzła, działającego przy wieluńskich zakładach ZUGiL. Powstało przy wsparciu Związku Gmin Ziemi Wieluńskiej. Stacja rozpoczęła nadawanie 16 sierpnia 1994 roku o godzinie 12:00, nadając hymn państwowy. Początkowo można ją było usłyszeć na częstotliwości 69,4 MHz. 

## Nadajniki
Od stycznia 2000 roku Radio ZW nadaje na 88,6 MHz, od grudnia 2008 także na 97,7 MHz oraz od października 2017 na 97,2 MHz. Rozgłośnia ma w swoim zasięgu około 400 tysięcy mieszkańców.
- Wieluń - maszt przy ujęciu wody ul. Częstochowska - 88,6 MHz, ERP 0,5 kW, pol. V, antena zawieszona 42 m npt.
- Działoszyn - wieża Nadleśnictwa Wieluń w Niżankowicach - 97,7 MHz, ERP 0,15 kW, pol. V, antena zawieszona 30 m npt.
- Wieruszów - budynek OSP - 97,2 MHz, ERP 0,25 kW, pol. V, antena zawieszona 25 m npt.

Dane z serwisu Radiopolska.pl

## Stałe audycje
| Tytuł                            | Główny prowadzący                   | Emisja                                                |
| -------------------------------- | ----------------------------------- | ----------------------------------------------------- |
| Koncert na dwa serca             | Anna Nowak - Zgondek                | poniedziałek 18:00 - 20:00                            |
| Luz blues                        |                                     | poniedziałek 20:00 - 22:00                            |
| Ona i on                         | Anna Nowak - Zgondek Grzegorz Nowak | wtorek 18:00 - 20:00                                  |
| Lista przebojów Radia ZW         | Marcin Marciniak                    | wtorek 20:00 - 22:00                                  |
| Hitomania                        | Janusz Gagatek                      | środa 18:00 - 20:00                                   |
| Disco polo lista                 | Krzysztof Poznerowicz               | środa 20:00 - 22:00                                   |
| Chart surfer                     |                                     | czwartek 20:00 - 22:00                                |
| Welcome weekendowe granie        | Marcin Marciniak                    | piątek 18:00 - 22:00                                  |
| Prywatka starszego nastolatka    | Krzysztof Poznerowicz               | sobota 16:00 - 22:00 niedziela i święta 16:00 - 22:00 |
| Koncert życzeń ,,Czy pamiętasz?" | Piotr Czart                         | niedziela i święta 10:00 - 12:00                      |